# Günther Maier (Chemiker)
Günther Maier  (* 24. Februar 1932 in Hausen, Kreis Heidenheim) ist ein deutscher Chemiker und ehemaliger Hochschullehrer für Organische Chemie an der Justus-Liebig-Universität Gießen. 

## Leben
Maier studierte Chemie an der Technischen Hochschule Karlsruhe, an der er 1959 bei Rudolf Criegee promoviert wurde. Als Post-Doktorand war er 1960 bei E. H. White an der Johns Hopkins University. 1964 habilitierte er sich in Karlsruhe. 1970 wurde er Professor an der Philipps-Universität Marburg und 1978 an der Universität Gießen.
Er befasste sich mit kleinen Ringen, reaktiven Zwischenstufen, Hetero-{\displaystyle \pi }-Systemen, Valenzisomerisierung, Moleküle mit ungewöhnlichen Strukturen oder Bindungseigenschaften und Matrixisolations-Spektroskopie. 1978 gelang ihm mit Mitarbeitern die Synthese von Tetrahedran, einer Verbindung mit Tetraeder-förmigem Kohlenstoffgerüst. 
1991 erhielt er die Adolf-von-Baeyer-Denkmünze.

## Schriften
- Ungewöhnliche Moleküle. Wechselspiel zwischen Theorie und Experiment, in: Chemie in unserer Zeit, Band 25 (1991), Heft 1, S. 51–58
- Günther Maier: Das war’s – Erinnerungen eines Doktorvaters. GNT-Verlag, Berlin 2021, ISBN 978-3-86225-125-4.